# Клейтон (Канзас)
Клейтон (англ. Clayton) — місто (англ. city) в США, в округах Декатур і Нортон штату Канзас. Населення — 44 особи (2020).

## Географія
Клейтон розташований за координатами 39°44′13″ пн. ш. 100°10′35″ зх. д. / 39.73694° пн. ш. 100.17639° зх. д. (39.737021, -100.176470).  За даними Бюро перепису населення США в 2010 році місто мало площу 1,10 км², уся площа — суходіл.

## Демографія
Згідно з переписом 2010 року, у місті мешкало 59 осіб у 23 домогосподарствах у складі 19 родин. Густота населення становила 53 особи/км².  Було 34 помешкання (31/км²).
Расовий склад населення:
| - 96,6 % — білих - 3,4 % — корінних американців |

До двох чи більше рас належало 0,0 %. Частка іспаномовних становила 1,7 % від усіх жителів.
За віковим діапазоном населення розподілялося таким чином: 16,9 % — особи молодші 18 років, 66,2 % — особи у віці 18—64 років, 16,9 % — особи у віці 65 років та старші. Медіана віку мешканця становила 50,9 року. На 100 осіб жіночої статі у місті припадало 110,7 чоловіків;  на 100 жінок у віці від 18 років та старших — 104,2 чоловіків також старших 18 років.
Середній дохід на одне домашнє господарство  становив 41 967 доларів США (медіана — 36 875), а середній дохід на одну сім'ю — 41 077 доларів (медіана — 33 750). Медіана доходів становила 48 750 доларів для чоловіків та 21 250 доларів для жінок. За межею бідності перебувало 10,2 % осіб, у тому числі 18,8 % дітей у віці до 18 років та 0,0 % осіб у віці 65 років та старших.
Цивільне працевлаштоване населення становило 47 осіб. Основні галузі зайнятості: сільське господарство, лісництво, риболовля — 40,4 %, роздрібна торгівля — 21,3 %, оптова торгівля — 8,5 %, освіта, охорона здоров'я та соціальна допомога — 8,5 %.